# Пестрянка понтийская
Пестрянка понтийская (Zygaena sedi) — вид бабочек, из семейства Пестрянки. Занесена в Красную книгу Украины.

## Описание
Размах крыльев — 26—33 мм. Передние крылья темно-зеленовато-синие с хорошо развитым рисунком из трех пар довольно крупных угловатых частично слитых пятен красного цвета с беловатой каймой. Задние крылья красные с узкой темно-зеленовато-синей каймой на внешнем крае. Брюшко темно-зеленовато-синего цвета.

## Ареал и места обитания
Балканский полуостров, юго-восточная Европа, Малая Азия, восточная часть южного берега Крыма.
Населяет луговые и степные биоценозы до высоты 300 м н. у. м. в местах произрастания кормового растения гусениц — горошка изящного (Vicia elegans). Обитает преимущественно на северных и западных склонах гор. Также встречается на южных склонах.
В Крыму в Карадагском природном заповеднике в 1980-х года отмечались локальные популяции этого вида на северных и западных склонах гор. С середины 1990-х годов они постепенно стали переходить к низовым частям южных склонов и сейчас существуют исключительно там.

## Биология
За год развивается одно поколение. Время лёта бабочек — с конца мая до середины июля. Самки откладывают яйца отдельными группами (по 6—14 яиц) на листья кормового растения. Стадия яйца — 7 дней. Гусеницы первых возрастов минируют, позже — скелетируют листья. Развиваются около 20 дней и в первой декаде июля перестают питаться, впадают в диапаузу до апреля следующего года. Весной развитие продолжается и длится около 3 недель. Гусеницы питаются молодыми листьями и цветочными почками, обгрызая молодые побеги. Окукливание происходит во второй декаде мая на травянистых растениях. Куколка находится в жёлтом коконе. Стадия куколки 11—16 дней.

## Подвиды
- Zygaena sedi sedi
- Zygaena sedi dellabrunai Dujardin, 1981
- Zygaena sedi sliwenensis Reiss, 1933
- Zygaena sedi cimmerica Efetov, 2018